# مايك فوكس (لاعب كرة قاعدة)
مايك فوكس (بالإنجليزية: Mike Fox)‏ هو لاعب كرة قاعدة أمريكي، ولد في 1956 في آشفيل في الولايات المتحدة.